# 4528 Берг
4528 Берг (енгл. 4528 Berg) је астероид главног астероидног појаса са средњом удаљеношћу од Сунца која износи 2,551 астрономских јединица (АЈ).
Апсолутна магнитуда астероида је 12,3.